# Sollevamento pesi ai Giochi della XI Olimpiade - Pesi leggeri
La competizione della categoria pesi leggeri (fino a 67,5 kg) di sollevamento pesi ai Giochi della XI Olimpiade si è svolta il giorno 2 agosto 1936 alla Deutschlandhalle.

## Regolamento
La classifica era ottenuta con la somma delle migliori alzate delle seguenti 3 prove:
- Distensione lenta
- Strappo
- Slancio

Su ogni prova ogni concorrente aveva diritto a tre alzate.

## Risultati
Al termine della competizione il vincitore, l'ebreo austriaco Robert Fein, venne tolto dalla classifica e l'oro fu assegnato al secondo classificato.

Il torto venne riparato anni dopo dal CIO, ma la medaglia non gli venne mai restituita
| Pos.   | Atleta                  | Nazione            | Peso Atleta | Totale | Distensione lenta | Distensione lenta | Distensione lenta | Strappo | Strappo | Strappo | Slancio | Slancio | Slancio |
| Pos.   | Atleta                  | Nazione            | Peso Atleta | Totale | 1                 | 2                 | 3                 | 1       | 2       | 3       | 1       | 2       | 3       |
| ------ | ----------------------- | ------------------ | ----------- | ------ | ----------------- | ----------------- | ----------------- | ------- | ------- | ------- | ------- | ------- | ------- |
| Oro    | Anwar Mesbah            | Egitto             | 66,1        | 342,5  | 87,5              | 92,5              | -                 | 92,5    | 100,0   | 105,0   | 132,5   | 142,5   | 145,0   |
| Oro    | Robert Fein             | Austria            | 66,7        | 342,5  | 97,5              | 102,5             | 105,0             | 100,0   | 100,0   | 105,0   | 130,0   | 135,0   | 137,5   |
| Bronzo | Karl Jansen             | Germania           | 66,6        | 327,5  | 87,5              | 95,0              | 97,5              | 95,0    | 100,0   | 100,0   | 125,0   | 132,5   | 137,5   |
| 4      | Karl Schwitalle         | Germania           | 66,5        | 322,5  | 90,0              | 95,0              | 97,5              | 95,0    | 100,0   | 100,0   | 120,0   | 127,5   | 130,0   |
| 5      | John Terpak             | Stati Uniti        | 67,0        | 322,5  | 92,5              | 97,5              | 100,0             | 95,0    | 100,0   | -       | 125,0   | 125,0   | 132,5   |
| 6      | El-Sayed Ibrahim Masoud | Egitto             | 67,4        | 322,5  | 85,0              | 90,0              | 92,5              | 100,0   | 105,0   | 105,0   | 125,0   | 130,0   | 132,5   |
| 7      | René Duverger           | Francia            | 66,6        | 317,5  | 90,0              | 95,0              | 97,5              | 95,0    | 95,0    | 100,0   | 120,0   | 120,0   | 125,0   |
| 8      | Robert Mitchell         | Stati Uniti        | 59,0        | 312,5  | 85,0              | 90,0              | 90,0              | 97,5    | 105,0   | 105,0   | 120,0   | 130,0   | 130,0   |
| 9      | Rudolf Troppert         | Austria            | 67,3        | 302,5  | 77,5              | 82,5              | 85,0              | 95,0    | 95,0    | 100,0   | 125,0   | 130,0   | 130,0   |
| 10     | Gastone Pierini         | Italia             | 66,8        | 300,0  | 87,5              | 92,5              | 95,0              | 87,5    | 87,5    | 90,0    | 115,0   | 120,0   | 120,0   |
| 11     | Peeter Mürk             | Estonia            | 66,8        | 285,0  | 70,0              | 75,0              | 77,5              | 90,0    | 95,0    | 95,0    | 115,0   | 120,0   | 120,0   |
| 12     | Jens Björklund          | Svezia             | 67,0        | 282,5  | 82,5              | 87,5              | 87,5              | 85,0    | 85,0    | 85,0    | 110,0   | 115,0   | 120,0   |
| 13     | Antonín Balda           | Cecoslovacchia     | 67,0        | 280,0  | 80,0              | 85,0              | 85,0              | 90,0    | 90,0    | 95,0    | 110,0   | 110,0   | 110,0   |
| 14     | Henri Blanc             | Svizzera           | 67,4        | 277,5  | 75,0              | 82,5              | 82,5              | 80,0    | 90,0    | 90,0    | 110,0   | 115,0   | 120,0   |
| 15     | Alfred Griffin          | Gran Bretagna      | 64,0        | 275,0  | 82,5              | 82,5              | 87,5              | 80,0    | 80,0    | 82,5    | 105,0   | 105,0   | 105,0   |
| 16     | Own Kongding            | Repubblica di Cina | 66,7        | 152,5  | 72,5              | 77,5              | 80,0              | 75,0    | 85,0    | 85,0    | 100,0   | 100,0   | 100,0   |